# رومسکا
رومسکا (به صربی: Rumska) یک منطقهٔ مسکونی در صربستان است که در شاباتس واقع شده‌است. رومسکا ۹۱۱ نفر جمعیت دارد.